# آرچی (فیلم ۲۰۱۶)
 آرچی (به انگلیسی: A.R.C.H.I.E.) فیلمی محصول سال ۲۰۱۶ و به کارگردانی رابین دان است. در این فیلم بازیگرانی همچون مایکل جی. فاکس، کاترین ایزابل و رابین دان ایفای نقش کرده‌اند.